# Crypt Killer
Crypt Killer (conhecido como Henry Explorers no Japão  ) é um videogame de arcade de 1995 produzido pela Konami . Também foi lançado em 1997 para os consoles domésticos Sega Saturn e Sony PlayStation, e no Japão para o Microsoft Windows. A versão Saturno faz uso de vários canhões leves do Saturn,  enquanto a versão para PlayStation é compatível com o Gun Lunar Naki e o Justificador Konami . O cenário e os personagens do jogo são todos modelos de polígonos 3D, enquanto a maioria dos inimigos e seus projéteis são sprites 2D.
Os jogadores são "invasores de criptas" guiados por Galazon, o espírito das viagens, que se assemelha a uma cabeça flutuante para viajar por cavernas temáticas, templos e criptas em busca dos "Olhos de Orientação" que abririam as portas do destino. Em sua jornada, eles estão armados com uma espingarda para afastar muitos inimigos míticos, como múmias, esqueletos, homens-peixes, gárgulas, e uma série de outros monstros.
Um, dois ou três jogadores viajam simultaneamente através de níveis "sobre trilhos", como na grande maioria dos atiradores leves . Em certos pontos de cada nível, os jogadores escolhem seu caminho, optando por seguir um de dois caminhos diferentes. A tela de abertura permite ao jogador escolher qualquer um dos seis níveis. Existem três áreas (além da área do chefe) por nível. No final de cada nível, o jogador encontra um chefe guardando os "Olhos da Orientação" necessários para o progresso. O jogador pode atualizar temporariamente sua arma ao encontrar armas mais poderosas escondidas, como uma metralhadora Gatling, um lançador de granadas, uma espingarda mais poderosa e uma automática escondida atrás de objetos quebráveis. Nas versões de console, para cada vida o jogador possui três bombas que podem destruir todos os inimigos na tela.
Cada vez que o jogador encontra dois Olhos da Orientação, um final é revelado, embora Galazon diga aos jogadores para continuar jogando até que eles completem todos os seis níveis. Todos os finais começam com a colocação dos Olhos de Orientação na estátua. O olho obtido é vermelho ou azul, dependendo do caminho escolhido no final do Ato 2 em cada nível. Dependendo da combinação de cores dos dois olhos obtidos, as terminações são:
- Normal/Final Bom: Ele encontra um esqueleto, atira nele e diz que de alguma forma foi enganado por um texto antigo. O jogador encontra o verdadeiro tesouro. Este final é alcançado se o primeiro olho for azul e o outro for vermelho.
- Fim dos bastidores: O jogador dirige um filme baseado no jogo, e é revelado que os monstros (esqueletos, homens-peixe, gárgulas, etc.) são dublês e atores. Este final é alcançado se ambos os olhos forem azuis.
- Final ruim: o jogador encontra muitos baús de tesouro em um rio que são falsos. Então, ele é cercado por todos os chefes do jogo. O jogador tenta escapar, mas é morto. Este final é alcançado se ambos os olhos estiverem vermelhos.
- Final da Espada Lendária: O jogador encontra uma espada lendária. Ele ativa seus poderes, tornando-se conseqüentemente seu portador. Este final é alcançado se o primeiro olho for vermelho e o outro for azul.

| Publicação                | Pontuação      |
| ------------------------- | -------------- |
| Electronic Gaming Monthly | 4.625/10 (PS1) |
| GameSpot                  | 3.8/10 (PS1)   |
| Next Generation           | (ARC)          |
| Sega Saturn Magazine      | 47% (SAT)      |

Revendo a versão de arcade, um crítico da Próxima Geração elogiou o final de Crypt Killer ' mas resumiu que "além da espingarda serrada de movimento livre, permitindo recarregar com manivela (um bom elemento), este jogo combina bastante bem com a pilha de novos jogadores atiradores de armas a laser com pouca distinção. "
As versões de Saturno e PlayStation receberam críticas esmagadoramente negativas, com os críticos ridicularizando os gráficos altamente pixelizados e em blocos, a falta de medo na aparência dos inimigos, os inúmeros sucessos baratos, e as acrobacias exageradas do personagem do jogador, que fazem com que a perspectiva gire e salte frequentemente de uma maneira nauseante. Lee Nutter da Sega Saturn Magazine foi particularmente veemente em suas críticas, observando que "mais diversão poderia ser derivada da Virtua Gun se você passasse uma noite inteira se chicoteando com ela". Uma barra lateral sobre os sete jogos de light gun lançados para o Saturn no Reino Unido até aquele ponto mostrou que Crypt Killer teve a classificação mais baixa da Sega Saturn Magazine .  Dan Hsu da Electronic Gaming Monthly defendeu o jogo, dizendo que "merece uma olhada" devido ao seu tema mítico único, mas seus três co-revisores deram avaliações firmemente negativas.  A GamePro comentou que "Embora a ação fique frenética, ela nunca se intensifica ao ponto da histeria, como um bom atirador como o Area 51 faz." Jeff Kitts, da GameSpot ' achou a baixa qualidade do jogo especialmente imperdoável, já que ele veio da mesma empresa que o jogo de armas leves Lethal Enforcers .
Tomb Raider, um jogo com enredo e premissa semelhantes ao Crypt Killer